# Las viudas de los jueves
Las viudas de los jueves es una película coproducida en Argentina y España que fue estrenada el 10 de septiembre de 2009 en Argentina. El filme fue dirigido por el argentino Marcelo Piñeyro y el guion de Marcelo Figueras y el mismo Piñeyro está basado en la novela homónima de la escritora argentina Claudia Piñeiro. La película tuvo como protagonistas principales a Gloria Carrá, Ana Celentano, Gabriela Toscano, Juana Viale, Ernesto Alterio, Juan Diego Botto, Pablo Echarri y Leonardo Sbaraglia. Fue filmada en Buenos Aires y en España.

## Sinopsis
La cerrada comunidad de “Altos de la Cascada”, un barrio privado donde conviven familias de clase alta, se conmueve con el hallazgo de tres cadáveres flotando en una piscina y se apresura a encuadrarlo como accidente. Es el punto de partida para que, a través de la vida de algunos matrimonios que allí habitan, Tano (Pablo Echarri) -gerente de una multinacional- y Teresa (Ana Celentano), Ronnie (Leonardo Sbaraglia) que vive a expensas de su esposa Mavy, una agente inmobiliaria (Gabriela Toscano), Martín (Ernesto Alterio) y su insatisfecha esposa Lala (Gloria Carrá) y los recién llegados Gustavo (Juan Diego Botto) y Carla (Juana Viale), la película intente una descripción de la clase social que compone ese tipo de comunidad y, por extensión, a un sector más amplio de la sociedad de la época.

## Reparto
- Ernesto Alterio... Martín
- Roberto Antier … Apoderado
- Juan Diego Botto... Gustavo
- Gloria Carrá... Lala
- Ana Celentano... Teresa
- Gabo Correa … Sergio
- Camilo Cuello Vitale... Juan
- Pablo Echarri... Tano
- Adrián Navarro … Guardia
- Leonardo Sbaraglia... Ronnie
- Vera Spinetta... Trina
- Gabriela Toscano... Mavy
- Juana Viale... Carla

## Críticas
Miguel Frías, del diario Clarín, señala que la novela en que se basa la película no es un thriller sino, en todo caso, “un fresco social -sobre el ascenso y caída de nuevos ricos, a lo largo de los '90, encerrados en el paraíso/prisión de un country- con una trama de suspenso que abre, ciñe y cierra las historias enlazadas, meses antes del estallido social de 2001”. Para el crítico, tanto la puesta en escena como los rubros técnicos son impecables y luego de preguntarse si el relato transmite cierta frialdad y artificialidad plantea que ello sería el resultado de la pintura de un microcosmos que, en sí mismo, tiene componentes fríos y artificiales.
La trama, centrada en la explosión del sueño neoliberal argentino a comienzos del siglo XXI, pone mayor énfasis en el enigma "policial" y está cruzada por una tensión sexual omnipresente, que no existe en la novela. El crítico opina que la película tiene un punto en común –la representación de la endogamia en el barrio privado, como signo de época- con los filmes Una semana solos, de Celina Murga y La Zona, de Rodrigo Plá. Elogia la labor de los actores en la personificación de criaturas que no son aristocráticas, sino “hombres y mujeres de clase media-alta que ascendieron favorecidos por un sistema y que, banalmente deslumbrados, creyeron, con egoísmo, estar definitivamente en la cúspide”.
Para el crítico Fernando López del diario ’’La Nación’’, la película es una “metáfora sobre el resquebrajamiento económico, social y moral que puso fin a la década de los 90 y estalló en crisis” que aporta una “descripción minuciosa y crítica de un microcosmos (el de los countries) como falso paraíso donde reinan el dinero, la apariencia y la hipocresía” y constituye una “reflexión acerca del vacío interior a que conduce una vida orientada hacia el mero bienestar material en un mundo en que todas las certezas se tambalean”. Los actores -aun con altibajos- responden a la exigencia que les plantea la película aunque, a veces, no baste su compromiso para lidiar con textos discursivos (como le pasa, entre otros, a Pablo Echarri cuando debe pronunciar el parlamento clave que revelará el misterio de las muertes). Piñeyro se conduce con mano firme tanto en la dirección de actores y además se aprecia su pulcritud formal y la habilidad con que sabe calibrar los aportes de la luz, la escenografía, la música y los restantes rubros técnicos.
El cronista de Crítica digital resume en el título de su nota –‘’Retrato de algunas vidas llenas de nada’’- su opinión de la película que integra, según dice, el grupo de las que son más interesantes por lo que no logran que por sus aciertos. En este caso, es un filme que no condena la vida en los countries sino que retrata ese mundo ordenado, pero con un orden que se sostiene con la afluencia constante de mucho dinero. El problema reside en que el country es, tanto metafórica como literalmente, un lugar común y la gran falla del material es que el espectador no logra comprender qué tiene de atractivo esa vida; de esa manera, no hay demasiada posibilidad de empatía con ellos, no nos caen ni bien ni mal: son seres vacíos en una vida que es nada. Una nada tan conseguida en la distancia fílmica que crea, paradójicamente, el desinterés sobre el misterio, sobre la trama y la historia. Simplemente, no hay misterio, ni trama. El diálogo no es sobreabundante, pero sí sobreexplicativo.
La crónica de Página/12 dice que el filme tiene un acabado técnico sólido, está narrada de modo irreprochable y no carece de aciertos en su tratamiento pero no llega a generar en el espectador un compromiso profundo, en sentido emocional e intelectual. La reducción a escala de la burguesía del 2001 que hace la película con sus historias es tan transparente que no puede librarse del peso del lugar común; aunque se haya querido hacer de esas vidas una cifra de las de todos, y por más que en el final la nube de la tragedia se cierna algo más cargada, lo que sucede en la pantalla se siente ajeno, distante, atenuado. Ligeramente exótico, algo repetitivo, demasiado conocido tal vez.

## Adaptaciones
- En México, se estrenó su versión tipo serie con el mismo nombre, siendo producida por Netflix y contó con un elenco de conocidos actores mexicanos.